# 寶星中心
寶星中心（英語：Po Sing Centre）是座落於香港新界葵涌和宜合道5-27號的私人屋苑，於1985年入伙，由新鴻基地產發展。寶星中心設有四座，共提供968個單位。

## 商場
寶星中心設有基座商場寶星廣場，設有多間商鋪。
1980年代，鴻聲戲院曾在寶星廣場開業，其後結業。原來鴻聲戲院位置曾被改用作商場及酒樓。2019年，Lumen Cinema在鴻聲戲院原址開業。
2016年7月，新鴻基地產以8300萬港元出售寶星廣場一樓酒樓鋪位，稻香曾租用此鋪位長達10年。